# 13830 ARLT
13830 ARLT este un asteroid din centura principală de asteroizi.

## Descriere
13830 ARLT este un asteroid din centura principală de asteroizi. A fost descoperit pe 4 decembrie 1999 la Fountain Hills (Arizona) de Charles W. Juels. Asteroidul prezintă o orbită caracterizată de o semiaxă mare de 2,81 ua, o excentricitate de 0,10 și o înclinație de 5,5° în raport cu ecliptica.